# Торгова вежа Північно-Східної Азії
Торгова вежа Північно-Східної Азії (кор. 동북아무역타워) — найвищий будинок Південної Кореї, розташований в місті Інчхон. Висота 68-поверхового будинку становить 308 метрів. Будівництво було розпочато в 2006 році. 